# Trương Lỗi (cầu thủ bóng chuyền)
Trương Lỗi (tiếng Trung: 張磊; bính âm: Zhāng Lěi; sinh ngày 11 tháng 1 năm 1985 ở Thượng Hải), cô là thành viên của Đội tuyển bóng chuyền nữ quốc gia Trung Quốc với vị trí bắt bước 1. Cô hiện đang chơi cho Thượng Hải Đặng Lộc.